# Dominica en los Juegos Olímpicos de Río de Janeiro 2016
Dominica confirmó su participación en los Juegos Olímpicos de 2016 en Río de Janeiro, Brasil, del 5 al 21 de agosto de 2016. Participan dos atletas en un solo evento.

## Deportes

### Atletismo
El país logró su participación en atletismo.
| Atleta            | Evento                 | Calificación | Calificación | Final     | Final    |
| Atleta            | Evento                 | Distancia    | Posición     | Distancia | Posición |
| ----------------- | ---------------------- | ------------ | ------------ | --------- | -------- |
| Yordanys Durañona | Salto triple masculino |              |              |           |          |
| Thea LaFond       | Salto triple femenino  |              |              |           |          |